# Пуллевере
Пу́ллевере (ест. Pullevere küla) — село в Естонії, у волості Ярва повіту Ярвамаа.

## Населення
Чисельність населення на 31 грудня 2011 року становила 35 осіб.

## Історія
До 21 жовтня 2017 року село входило до складу волості Албу.